# Trifluorazijnzuuranhydride
Trifluorazijnzuuranhydride is het carbonzuuranhydride van trifluorazijnzuur, met als brutoformule C4F6O3. Het is een vloeistof, die hevig reageert met water. De stof kan opgevat worden als het gefluoreerd analoog van azijnzuuranhydride.

## Synthese
Trifluorazijnzuuranhydride kan bereid worden door de dehydratie van trifluorazijnzuur met een overmaat dichlooracetylchloride:
{\displaystyle {\ce {2CF3COOH + Cl2CHCOCl -> (CF3CO)2O + Cl2CHCOOH +HCl}}}

## Toepassingen
Zoals de meeste carbonzuuranhydriden wordt het gebruikt om de corresponderende carbonzure groep (de trifluoracetylgroep) te introduceren in een organische verbinding. Dit kan door een alcohol te laten reageren met trifluorazijnzuuranhydride, in de aanwezigheid van een geschikte organische base, zoals imidazool of tri-ethylamine.
Daarnaast wordt trifluorazijnzuuranhydride gebruikt als droogmiddel voor trifluorazijnzuur, omdat bij de hydrolyse ervan toch trifluorazijnzuur zelf ontstaat:
{\displaystyle {\ce {(CF3CO)2O + H2O -> 2CF3COOH}}}